# William Keith Weigand

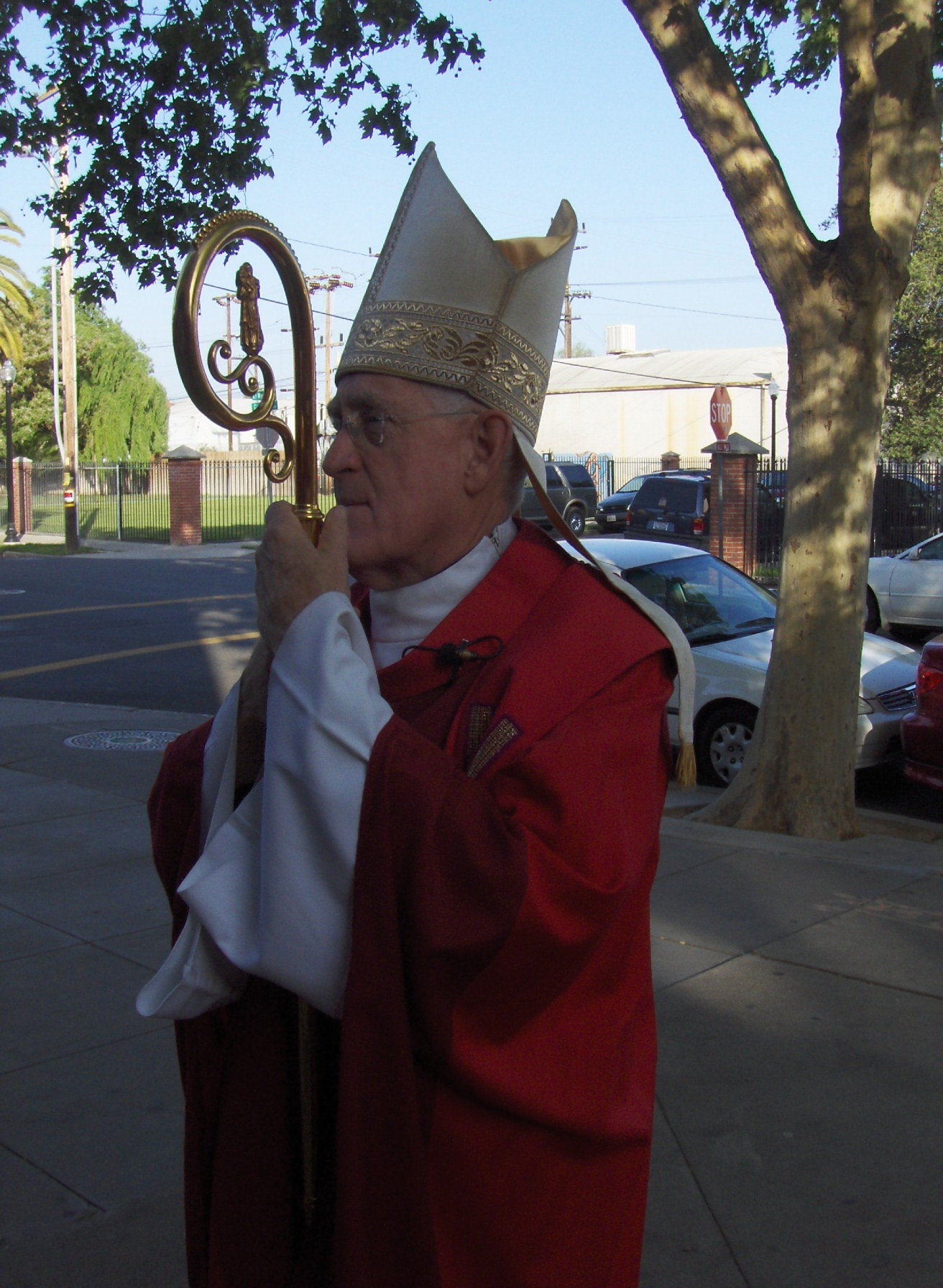
William Keith Weigand

William Keith Weigand (* 23. Mai 1937 in Bend) ist römisch-katholischer Altbischof von Sacramento.

## Leben
William Keith Weigand empfing am 25. Mai 1963 die Priesterweihe für das Bistum Boise City.
Papst Johannes Paul II. ernannte ihn am 9. September 1980 zum Bischof von Salt Lake City. Der Erzbischof von San Francisco, John Raphael Quinn, spendete ihm am 17. November desselben Jahres die Bischofsweihe; Mitkonsekratoren waren Sylvester William Treinen, Bischof von Boise City, und Joseph Lennox Federal, emeritierter  Bischof von Salt Lake City.
Am 30. November 1993 wurde er zum Bischof von Sacramento ernannt und am 27. Januar des nächsten Jahres in das Amt eingeführt. Am 29. November 2008 nahm Papst Benedikt XVI. seinen altersbedingten Rücktritt an.